# Eleonora Romandini
Eleonora Romandini (Milano, 16 febbraio 1993) è un'attrice italiana.
È nota principalmente per il ruolo di Isabella nella seconda stagione della serie televisiva HBO The White Lotus (2022).

## Biografia
Eleonora Romandini nasce a Milano nel 1993, fin da piccola dimostra grande interesse per l’arte e inizia a studiare recitazione. Dopo il diploma presso il liceo classico Berchet di Milano, consegue una laurea magistrale a ciclo unico in Giurisprudenza presso l’Università Statale di Milano nel 2019.
Durante il percorso universitario, studia Recitazione Cinematografica all’Accademia09 di Milano. Appena dopo la laurea, Eleonora si trasferisce a Roma per proseguire il suo percorso artistico attoriale a tempo pieno.

### Carriera
Nel 2020 recita nel cortometraggio Le Mythe Dior diretto da Matteo Garrone per presentare, in periodo di pandemia, la collezione Autunno-Inverno di Dior disegnata da Maria Grazia Chiuri.
Nel 2021 è nel film Corro da te diretto da Riccardo Milani nel ruolo di Giulia con Pierfrancesco Favino.
Nello stesso anno, lavora con Claudio Gioè, Ester Pantano e Domenico Centamore nella serie Rai Makari diretta da Michele Soavi, nel ruolo di Constance.
Nel 2022, fa il suo debutto internazionale nella seconda stagione di The White Lotus, serie antologica prodotta da HBO, scritta e diretta da Mike White, nel ruolo di Isabella, una receptionist dell’hotel di lusso, dipendente di Valentina, interpretata da Sabrina Impacciatore. Ruolo per il quale ha vinto lo Screen Actors Guild Award per il miglior cast in una serie drammatica nel 2023.
L’anno si chiude con il ruolo di Alessia nell’ultimo film di Aldo Giovanni e Giacomo Il Grande Giorno, diretto da Massimo Venier, film che vince il Biglietto D’Oro e il David dello Spettatore.
Nel 2023 ricompare in televisione con il ruolo di Lucia nella serie Rai Il Nostro Generale diretta da Lucio Pellegrini, al fianco di Antonio Folletto, che racconta dell'unità speciale paramilitare istituita dal Generale Carlo Alberto Dalla Chiesa.
Nello stesso anno gira due progetti internazionali che escono nel 2024: il film americano I Don't Understand You diretto da David Joseph Craig e Brian Crano in cui Eleonora interpreta Francesca al fianco di Nick Kroll, Andrew Rannells, Morgan Spector e Nunzia Schiano e la serie britannica prodotta dalla BBC, Kidnapped, diretta da Al Mackay nel ruolo di Nicoletta al fianco di Nadia Parkes, Lorenzo Richelmy, Julian Swiezewski, Emmanuele Aita, Laura Mazzi e Fabrizio Matteini.

## Filmografia

### Cinema
- Corro da te, regia di Riccardo Milani (2022)
- Il grande giorno, regia di Massimo Venier (2022)
- I Don't Understand You, regia di David Joseph Craig e Brian Crano (2024)

### Televisione
- La Compagnia del Cigno – serie TV, 4 episodi (2019)
- Paradiso delle signore – serie TV (2020)
- Màkari – serie TV, episodio 2x03 (2022)
- The White Lotus – serie TV, 7 episodi (2022)
- Il nostro generale – serie TV (2023)
- Kidnapped – serie TV, episodi 1x04-1x04 (2024)

### Cortometraggi
- Le notti di San Lorenzo – regia di Luca Lucini (2016)
- Rondini – regia di Riccardo Petrillo (2019)
- Le Mythe Dior – regia di Matteo Garrone (2020)

### Web
- Amore nato sul web – regia di Marcello Macchia, Maccio Capatonda (2016)
- L’elenco telefonico – regia di Marcello Macchia, Maccio Capatonda (2018)
- Videoclip Piume di Leo Gassmann – regia di Edoardo Palma (2019)